# سكوت روزنبرغ
سكوت روزنبرغ (بالإنجليزية: Scott Rosenberg)‏ هو صحفي أمريكي، ولد في 1959 في كوينز في الولايات المتحدة.